# Ракетные катера проекта 660
Ракетные катера проекта 660 (ракетные катера типа «Оркан», код НАТО: Sassnitz) — серия из трёх ракетных катеров, построенных по заказу ВМС Польши на базе корпусов недостроенных кораблей проекта 151, полученных с верфи VEB Peenewerft. Корабли, на вооружении которых первоначально отсутствовали противокорабельные ракеты, поступили на вооружение ВМФ в 1992, 1994 и 1995 годах как ракетные катера проекта 660. В результате проведенной в 2008—2009 годах модернизации по проекту 660М корабли были оснащены радиоэлектронным оборудованием, отвечающим стандартам НАТО, и противокорабельными ракетами RBS15.
Корабли проекта 660 используются в 3-й дивизии военных кораблей, дислоцированной в Гдыне и составляют один из её главных ударных элементов. В их задачу входит нанесение ракетных ударов по надводным кораблям противника, противовоздушная оборона, сопровождение конвоев, а также патрулирование, охрана путей сообщения и избранных морских районов.

## История
В 1972 году в Польше начались работы по программе строительства новых кораблей, которые должны были заменить устаревающие ракетные катера проекта 205. Программе было присвоено кодовое название «Тукан», проект получил номер 665. В результате проведённых опытно-конструкторских работ ВМФ должен был получить ракетно-артиллерийские катера водоизмещением около 470 тонн, со скоростью около 38 узлов. Вооружение должно было состоять из 4 ПУ ПКР, носовой пушки калибра 76,2 мм и двух автоматов АК-630 в корме. В 1977 году проект был одобрен ВМФ. В том же году началась закупка материалов, необходимых для постройки головного корабля. В 1978 году начались проблемы с реализацией программы из-за того, что поставщик вооружений — СССР, отказался от поставок ракетного оружия и систем управления огнём. Через год было принято решение приостановить всю программу на неопределённый срок. В конечном итоге в марте 1980 года были приняты решения об отказе от строительства кораблей польскими верфями. Гданьская верфь понесла огромные убытки в результате закупки материалов, механизмов и двигателей М504В3 .
В результате руководство ВМФ было вынуждено закупить у СССР четыре ракетных корабля проекта 1241РЭ (ОРП «Гурник», ОРП «Хутник», ОРП «Металовец» и ОРП «Рольник»). Это решение позволило вывести находившиеся на тот момент в эксплуатации ракетные катера типа «Оса» . Однако эти четыре единицы проекта 1241 не восполнили пробел, оставленный снятыми с вооружения катерами. Руководство флота приняло решение о закупке новых кораблей, но политическое и экономическое положение страны не позволяли осуществить эти планы.
В 1990-х годах было принято решение купить у ВМС Германии три незаконченных катера проекта 151 (код НАТО: Sassnitz), построенных на верфи VEB Peenewerft в Вольгасте. Корабли проекта 151 изначально строились для флота ГДР . Всего планировалось построить до 9 единиц, но после воссоединения Германии от проекта отказались. В итоге было построено 7 корпусов разной степени готовности. Две законченные единицы были включены в состав Фольксмарине, а после воссоединения Германии включены в состав Немецкой морской пехоты. После испытаний они были быстро выведены из состава флота, разоружены и перестроены, а затем вошли в состав Федеральной полиции. Три закупленных Польшей корпуса с судостроительными номерами 151.5, 151.6, 151.7 были для переоборудования и оснащения отбуксированы буксиром «Тумак» на Северную верфь. Корабли получили обозначение «проект 660». Два других незавершенных корпуса были списаны.
Первоначально планировалось вооружить новые корабли противокорабельными ракетами Х-35. Однако из-за финансовых проблем, царивших в то время в Польше, процесс оснащения и вооружения частей был значительно растянут, в результате чего получить эти ракеты у производителя не удалось. В связи с выводом из эксплуатации катеров проекта 205 было принято решение ввести на вооружение катера типа «Оркан» без основного вооружения. Первым 18 сентября 1992 года был принят на вооружение ОРП «Оркан», 11 марта 1994 года поднят флаг на ОРП «Пиорун», а 28 апреля 1995 года — на ОРП «Гром» . Поскольку у кораблей не было основного противокорабельного вооружения, они выполняли свои задачи как артиллерийские корабли.
В 2006 году было подписано соглашение с Thales Naval Nederland о модернизации кораблей и вооружении их противокорабельными ракетами. Для оснащения кораблей было заказано 36 противокорабельных ракет RBS-15 Mk 3. Процесс модернизации корабля длился в 2008—2009 годах и проходил на Военно-морской верфи. Корабли были частично перестроены, установлены новые навигационные системы, радары, электронное оборудование, противокорабельные ракеты RBS15 Mk 2 и два пулемёта, но существующее артиллерийское вооружение (пушка АК-176М, скорострельные автоматы АК-630), зенитно-ракетная установка «Стрела-2М» и силовая установка не менялись. В 2015 году корабли были перевооружены ракетами RBS15 Mk 3.
С 2015 года Orkan и Piorun прошли 19-месячный ремонт середины срока службы.
В 2018—2023 годах планировалось модернизировать корабли с заменой энергетических установок, артиллерийского вооружения, корабельной системы управления Tacticos и РЛС обнаружения воздушных и надводных целей Sea Giraffe. Однако в апреле 2020 года Министерство национальной обороны самоустранилось от реализации этой программы.

## Список кораблей
| Бортовой номер | Название     | Заложен    | Спущен     | В строю    | Примечание |
| -------------- | ------------ | ---------- | ---------- | ---------- | ---------- |
| 421            | ОРП «Оркан»  | 12.08.1990 | 29.09.1990 | 18.09.1992 | В строю    |
| 422            | ОРП «Пиорун» | 10.09.1990 | 19.10.1990 | 11.03.1994 | В строю    |
| 423            | ОРП «Гром»   | 12.10.1990 | 11.12.1990 | 28.04.1995 | В строю    |

Головной корабль класса называется Оркан (пол. Ураган), а два других корабля — Piorun (пол. Молния) и Гром (пол. Гром). Piorun и Grom были известными польскими эсминцами Второй мировой войны. Orkan должен был стать первым эсминцем, построенным в Польше, но его строительство было прервано началом Второй мировой войны.

## Конструкция

### Общее описание
Корабли типа «Оркан» классифицируются ВМС Польши как малые ракетные корабли. В ежегоднике «Джейн» указаны как корветы (FSGM). Максимальная длина составляет 48,9 метра, ширина 8,65 метра и осадка 2,15 метра (по ватерлинии: 45 м и 8,7 м). Водоизмещение составляет 369 т (полное) и 333 (стандартное)  (по данным ежегодника Джейн 326 и 331 т соответственно). Корпуса выполнены из стали, имеют продольные связи и являются цельносварными. Толщина обшивки варьируется от 3 до 7 миллиметров . В конструкцию днища корпуса входят специальные фундаменты для двигателей и электрогенераторов, а сам корпус разделен водонепроницаемыми переборками на девять водонепроницаемых отсеков. Надстройка выполнена из алюминия, полностью сварная и соединяется с палубой с помощью биметалла. Кроме того, некоторые переборки отсеков и твиндек изготовлены из алюминиевых сплавов.
В носовой части корпуса, на твиндеке, расположены жилые помещения для экипажа, барбет пушки АК-176М и форпик. Внизу, также в носовой части, расположен спортивный отсек. В кормовой части расположены два отсека машинного отделения, хозяйственное помещение и ахтерпик . Дымоходная система расположена по бортам. Корабли имеют двухъярусную надстройку. Командный пункт корабля расположен на верхнем этаже, с мостиком в его части, расположенной ближе к носу. Офицерские каюты расположены на нижней палубе рубки. Выступающая к корме часть рубки выполнена съёмной, что позволяет снимать её для облегчения доступа в машинное отделение. На крыше рубки первоначально имелась решетчатая мачта с радиолокационными и электронными системами , которая в результате проведённой модернизации была заменена на новую, составляющую единый корпус. Экипаж корабля состоит из 37 человек, в том числе 5 офицеров, 19 унтер-офицеров и 13 матросов (по состоянию на 2018 год).

### Силовая установка
Силовая установка агрегатов построена по принципу CODAD. На кораблях проекта 660М установлено 3 дизеля М520 мощностью 3970 л. с. кВт каждый. Каждый двигатель приводит в движение один гребной винт с фиксированным шагом  через гребной вал. Электроэнергия на борту корабля вырабатывается тремя генераторными установками Wola 104ZPM-135R6TC. Каждая из генераторных установок состоит из четырёхтактного дизельного двигателя и генератора, вырабатывает мощность 180 кВт. Настроенная таким образом двигательная установка позволяет развивать максимальную скорость 36 узлов, но в ходе ходовых испытаний ОРП «Оркан» достиг скорости 38,5 узлов. В носовой части корпуса расположены два двигателя М520, расположенные по обоим бортам, и один генератор, а в кормовой части — один двигатель и две генераторные установки. Для охлаждения выхлопных газов на выходе из дымохода они смешиваются с водой в глушителях с помощью форсунок. Эта обработка снижает инфракрасную сигнатуру. Корабли имеют три руля с приводом от электрогидравлической рулевой машины. Запас топлива, подбираемого агрегатами, составляет не более 28,5 т. Дальность хода на экономической скорости (14 уз) 1600 м миль. Система привода является одним из слабых мест этой конструкции. Дизельные двигатели М520 имеют небольшой срок службы и требуют частого и дорогостоящего ремонта.

## Галерея

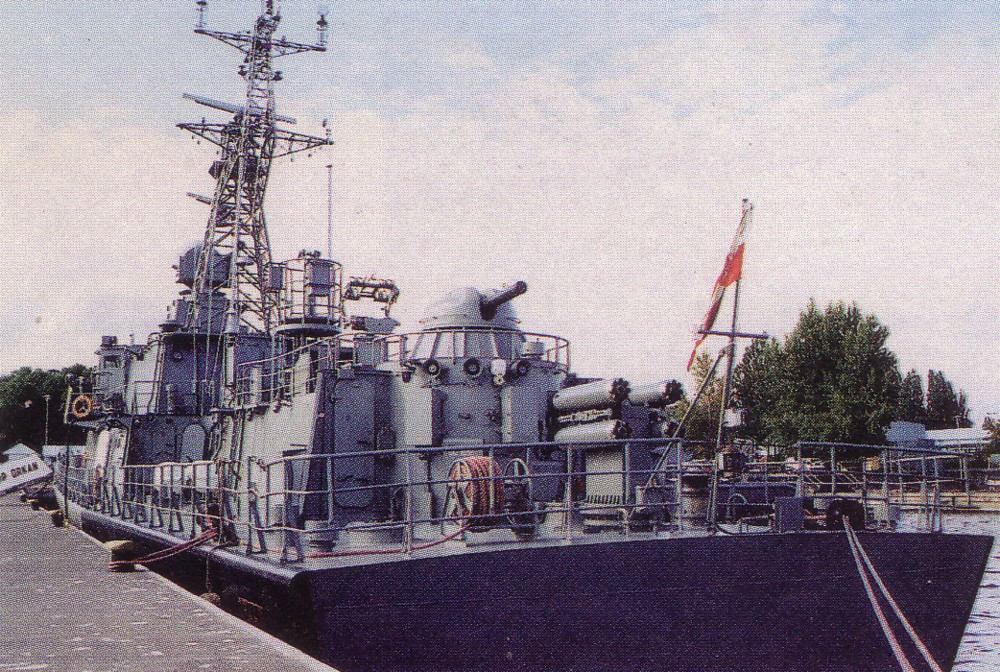
Оркан до модернизации
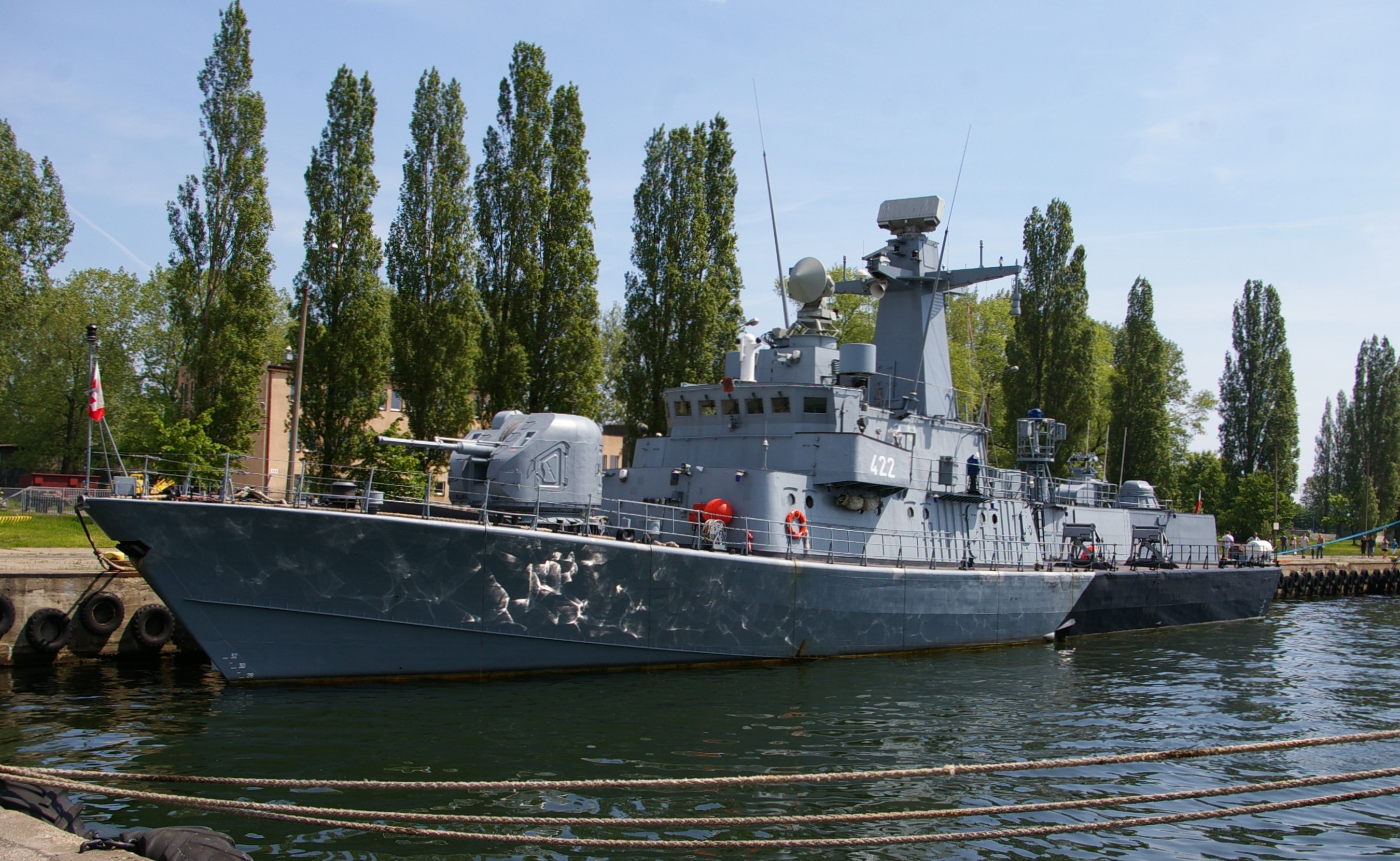
Пьорун
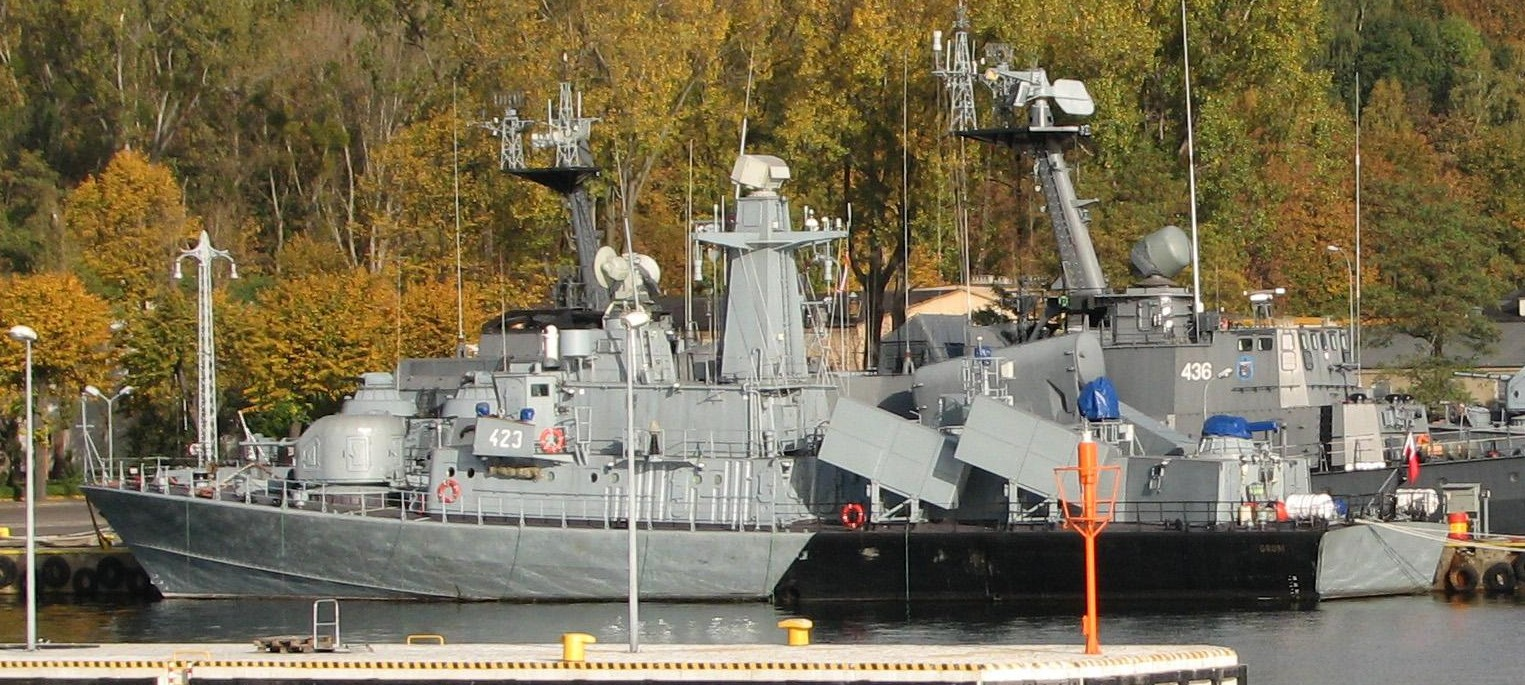
Гром в 2008 году на вооружении 8 РБС-15 Мк2.
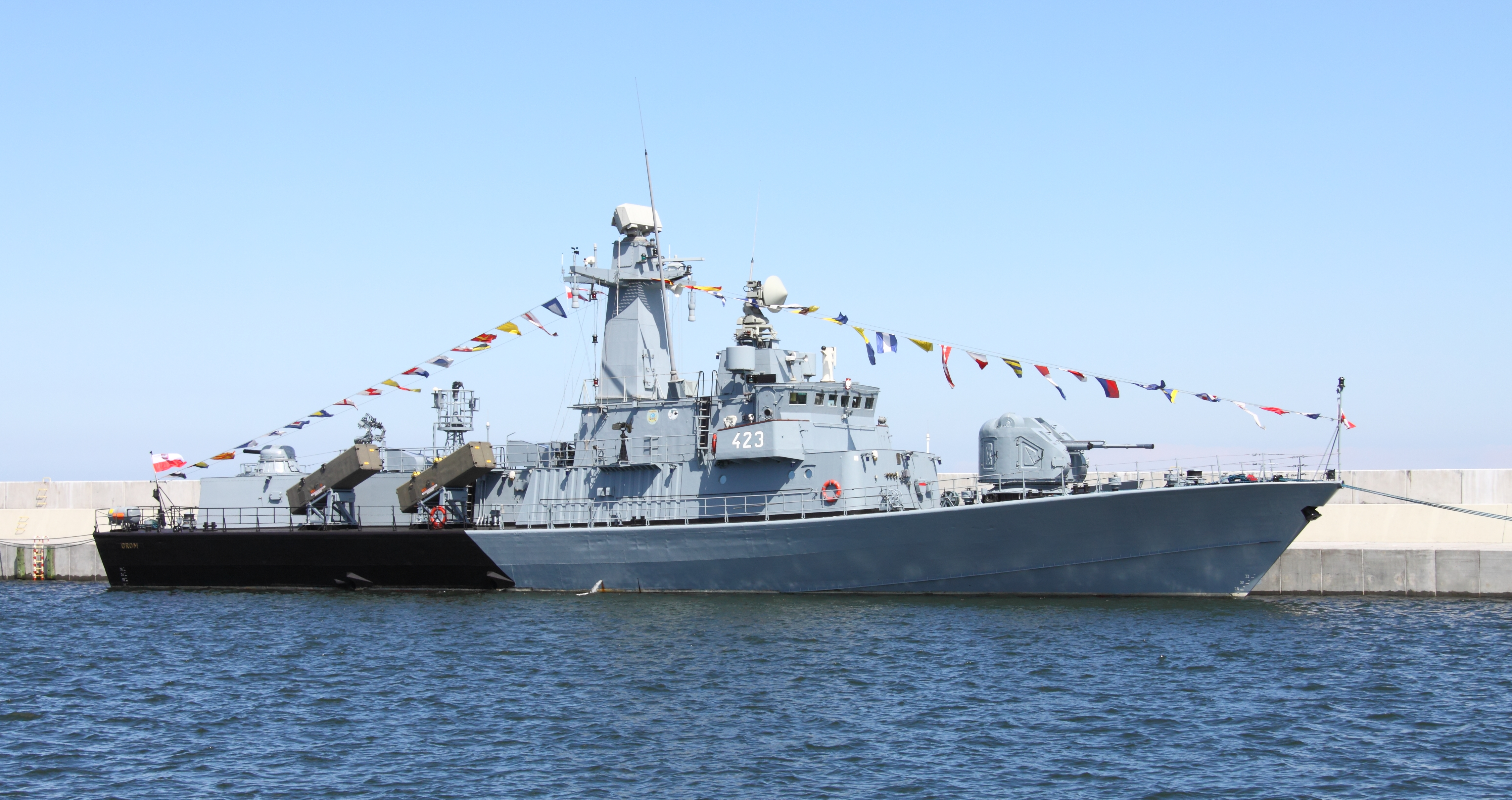
Гром в 2011 г., на вооружении 4 РБС-15 Мк2.